# Solanum toldense
Solanum toldense är en potatisväxtart som beskrevs av Mates. och Barboza. Solanum toldense ingår i släktet skattor som ingår i familjen potatisväxter. Inga underarter finns listade i Catalogue of Life.